# 龙岩“12.25”事件
2018年龍巖公交劫持事件又稱龍岩“12.25”事件，是指福建省龙岩市新羅區发生的一场针对不特定市民的反社会暴力事件，一男子挟持公交车冲撞行人及刺杀车上乘客，造成8人死亡、25人受伤。

## 经过
2018年12月25日下午三点二十分左右，福建省龙岩市新羅區市区一持刀男子，在殺人後，劫持一辆大巴公交车（第35路公交车闽FY6998），沿途冲撞街区行人车辆，该辆大巴公交车从新罗区登高中路冲撞至九一南路，途径政府大楼和主要商业区，长度约三四百米。
该男子在劫持汽车的过程中还伤害一位女乘客。被劫公交车上一名法醫乘客曾奋起和该男子搏斗，导致头部、腹部各中一刀。公交司机在车上被该男子刺伤后，便打开车门让所有乘客下车，随后自己也离开车辆。该男子在驾驶大巴公交车冲撞三四百米后，被警方逮捕。
事件總共造成八人死亡（包括民警一人)，25人受伤，其中一人受重傷，一名未出生婴儿胎死腹中。
现场有多名伤者倒在馬路上，被害者尸体横在街上，被害者尸体周围是被撞毁的汽车，有些被害者尸体则被压在公交车下面，一段视频显示被劫持的公交车后门台阶上还沾有不知是哪一個被害人的血迹。

## 男子身份与事件起因
该男子邱日辉，1970年出生，龙岩市新罗区人，无业，无前科。当日一位居民委员会（当地社区管理组织）干部曾到其家中，为其父办理优抚证并照相，双方在其之间产生了矛盾和争吵。该干部与邱某之间具有长期的历史私怨。邱某在持刀杀人后，劫持公交车进行撞人。
2019年1月28日，龙岩市中级人民法院一审以被告人邱日辉犯故意杀人罪、以危险方法危害公共安全罪，决定执行死刑，剥夺政治权利终身，宣判后邱日辉提出上诉。2019年4月12日，福建省高级人民法院二审裁定驳回邱日辉的上诉，维持原判，并依法报请最高人民法院核准对被告人邱日辉的死刑判决，於2019年8月1日执行死刑。